# Llibre del cor d'amor enamorat

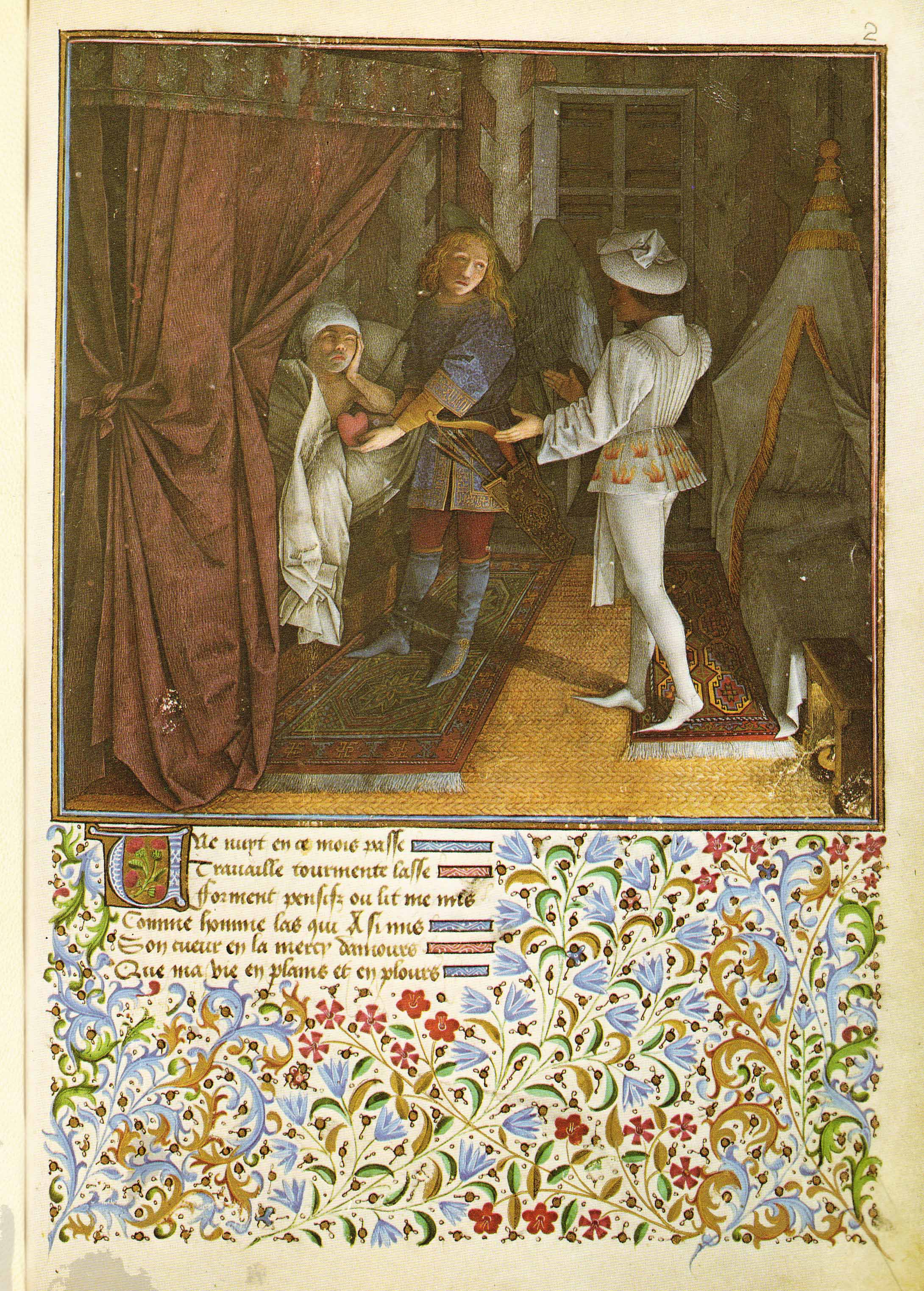
Miniatura del Llibre del cor d'amor enamorat, descrivint l'Amor donant al desig del cor del rei malalt

El Llibre del cor d'amor enamorat és una novel·la al·legòrica del duc René d'Anjou. El text va ser escrit pel mateix rei René i és una història d'amor cavalleresc, en la tradició de la Roman de la Rose, en part en prosa i en part en versos rimats. La trama és més aviat complexa, on els personatges principals són l'encarnació de sentiments com l'honor i l'amor. Conta com Cupido arrenca el cor d'un poeta durant el seu son. D'això es desprenen una sèrie d'aventures, fins que el "cavaller Cor" troba la dama ideal, "Dolça Gràcia", que és retinguda captiva per rebuig, vergonya i temor. Els personatges tenen noms tals com Esperança, Gelosia, Tristesa, Ira, Sospir, etc. Els llocs són anomenats Bosc de Llarga Espera o Castell de Bon Descans, etc. Guy Printemps pintà «El cor d'amor enamorat», conjunt de set miniatures, inspirant-se en aquesta obra.

## Manuscrits
Existeixen 7 manuscrits d'aquest text que data del segle xv, el més complet és el de la Biblioteca Nacional de França. L'exemplar de Viena és un dels que conté les miniatures més belles.

### Viena, Biblioteca Nacional austríaca, Codex Vindobonensis 2597
Es va pensar durant molt de temps que havien estat il·luminades pel mateix René. Sembla cada vegada més cert que el seu creador va ser Barthélemy d'Eyck. Per raons estilístiques, s'ha considerat que són de factura flamenco-provençal.
Aquest manuscrit il·luminat és especialment conegut per les seves setze magnífiques miniatures. És particularment destacable el virtuosisme en la representació de les condicions de llum, en les escenes de nit (miniatures I, IV, XVI), les sortides de sol (miniatures V, XI, XIII) i el crepuscle (miniatura XIV).
Varen ser realitzades entre 1457 i 1470. La col·lecció es componia de cent vint-i-set fulls de pergamí de format in-quarto (290 × 207 mm). Està inacabat, al costat de les setze miniatures existents, hi ha emplaçaments previstos per unes altres vint-i-nou.
El seu primer propietari conegut va ser el Príncep Eugeni de Savoia. Després de la seva mort, va ser comprades el 1737 per l'emperador Carles VI i va ser destinat a la biblioteca de la cort imperial. Va ser transferit a París en el règim de Napoleó (1809), després tornen a Viena sota la Restauració francesa el 1814 - 1815 i es conserva a la Biblioteca Nacional d'Àustria.

### París, Biblioteca Nacional, fr. 24 399
Aquest manuscrit va ser escrit al voltant de 1460 i probablement una vintena d'anys més tard per un mestre desconegut («Mestre del Llibre del cor d'amor enamorat»). Contràriament al manuscrit de Viena, totes les miniatures estan realitzades: N'hi ha 68 en total, de les quals les setze primeres corresponen exactament al programa iconogràfic del manuscrit de Viena. La qualitat de les miniatures és més feble.

## Edicions recents
- Gousset, Marie-Thérèse; Poirion, Daniel; Unterkircher, Franz. Le Coeur d'amour epris: reproduction intégrale en fac-similé des miniatures du Codex Vindobonensis 2597 de la Bibliothèque nationale de Vienne (en francès).  Philippe Lebaud, 1981. ISBN 2-86594-003-9.
- d'Anjou, René. Le livre du coeur d'amour épris (en francès). Facsímil de Marie-Thérèse Gousset.  Librairie Générale Française, 2003. ISBN 978-2-253-06680-4.